# Mamadou Kassé Hann
Ne doit pas être confondu avec Mamoudou Hanne.
Mamadou Kassé Hann (né le 10 octobre 1986 à Pikine) est un athlète sénégalais et français (depuis 2014), spécialiste du 400 mètres haies.

## Biographie
En 2010, il remporte la médaille de bronze du 400 m haies lors des Championnats d'Afrique à Nairobi, derrière les Sudafricains L. J. van Zyl et Cornel Fredericks, en portant son record personnel à 49 s 10. Il représente l'Afrique lors de la coupe continentale d'athlétisme à Split où il améliore son record en 48 s 89 et termine 4e, juste derrière Bershawn Jackson. 
Il se classe deuxième du 400 m haies lors des Championnats d'Afrique 2012, à  Porto-Novo, derrière le Nigérian Amaechi Morton. Il participe aux Jeux olympiques de Londres, en août 2012, et atteint les demi-finales de l'épreuve du 400 m haies en battant son record personnel en 48 s 80,,,.
Fin 2014, après avoir acquis la nationalité française, il déclare au site internet Africa Top Sports ne plus vouloir courir pour le Sénégal et participe dès 2015 sous les couleurs de la France. Blessé en 2014 et 2015 suite à d'interminables tendinites, il subit deux opérations du genou lors de la seconde année. Le 7 mai 2017, il réalise le temps de 49 s 54 aux Interclubs, son meilleur chrono depuis 2013. Les minima pour les Championnats du monde de Londres sont dans son viseur, qui sont fixés à 49 s 30.
Il réalise les minima le 5 juin, lors du Mémorial Josef-Odložil de Prague où il s'impose dans le temps de 49 s 02. Le 10 juin, à Genève, Hann remporte le 400 m haies en 48 s 40 et réalise ainsi son nouveau record personnel, améliorant de 10 centièmes son ancienne marque de 2013. Il devient le 5e meilleur performeur mondial de la saison.
Le 6 août, il remporte sa série aux championnats du monde de Londres en 49 s 34. Dans sa demi-finale, déséquilibré sur la dernière haie, il manque son sprint, et termine seulement sixième, se faisant éliminer de la compétition.

## Palmarès

### International
| Date                    | Compétition                       | Lieu                    | Résultat                | Épreuve                 | Temps                   |
| Représentant le Sénégal | Représentant le Sénégal           | Représentant le Sénégal | Représentant le Sénégal | Représentant le Sénégal | Représentant le Sénégal |
| ----------------------- | --------------------------------- | ----------------------- | ----------------------- | ----------------------- | ----------------------- |
| 2005                    | Championnats d'Afrique juniors    | Radès                   | 3e                      | 4 × 400 m               |                         |
| 2008                    | Championnats d'Afrique            | Addis-Abeba             | 3e                      | 4 × 400 m               | 3 min 05 s 93           |
| 2009                    | Jeux de la Francophonie           | Beyrouth                | 3e                      | 400 m haies             | 50 s 69                 |
| 2009                    | Jeux de la Francophonie           | Beyrouth                | 1er                     | 4 × 400 m               | 3 min 06 s 93           |
| 2010                    | Championnats d'Afrique            | Nairobi                 | 3e                      | 400 m haies             | 49 s 10                 |
| 2010                    | Coupe continentale                | Split                   | 4e                      | 400 m haies             | 48 s 89                 |
| 2012                    | Championnats d'Afrique            | Porto-Novo              | 2e                      | 400 m haies             | 49 s 38                 |
| 2013                    | Jeux de la Francophonie           | Nice                    | 1er                     | 400 m haies             | 49 s 48                 |
| 2013                    | Championnats du monde             | Moscou                  | 7e                      | 400 m haies             | 48 s 68                 |
| 2013                    | Ligue de diamant                  | Ligue de diamant        | 5e                      | 400 m haies             | détails                 |
| Représentant la France  |                                   |                         |                         |                         |                         |
| 2017                    | Relais mondiaux de l'IAAF         | Nassau                  | 8e                      | 4 x 400 m               | 3 min 06 s 33           |
| 2019                    | Championnats d'Europe par équipes | Bydgoszcz               | 2e                      | 4 x 400 m               | 3 min 2 s 08            |

### National
- Championnats de France d'athlétisme :
  - Vainqueur du 400 m haies en 2017

### Divers
- Vainqueur du 400 m haies à Prague en 2017 en 49"02
- Vainqueur du 400 m haies à Genève en 2017 en 48"40

## Records
| Épreuve     | Performance | Lieu   | Date         |
| ----------- | ----------- | ------ | ------------ |
| 400 m haies | 48 s 40     | Genève | 10 juin 2017 |